# L'Ami de mon amie
L'Ami de mon amie är en fransk dramafilm från 1987 i regi av Éric Rohmer. Den handlar om två kvinnor i Paris som försöker att byta pojkvänner med varandra. Det är den avslutande filmen i sviten "comédies et proverbes", "komedier och ordspråk", som består av sex stycken filmer från 1980-talet.
Filmen hade fransk premiär 26 augusti 1987. Den nominerades till Césarpriset för bästa originalmanus och bästa kvinnliga nykomling (Sophie Renoir).

## Medverkande
- Emmanuelle Chaulet som Blanche
- Eric Vieillard som Fabien
- Sophie Renoir som Léa
- Anne-Laure Meury som Adrienne
- François-Eric Gendron som Alexandre